# Musse Pigg i vilda västern
Musse Pigg i vilda västern (engelska: The Gallopin' Gaucho) är en amerikansk animerad kortfilm med Musse Pigg från 1928.

## Handling
Musse Pigg är en gaucho med häst i Vilda västern. När Mimmi Pigg blir kidnappad är det upp till Musse som "den galopperande gauchon" att rädda henne.

## Om filmen

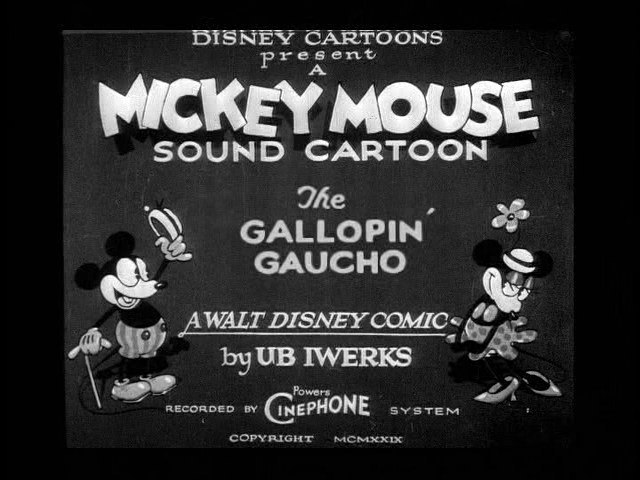
Titelbild från filmen

Filmen finns i två versioner, en stumfilmsversion och en ljudfilmsversion med synkroniserade ljudeffekter och musik som är den mest kända versionen. Ljudfilmsversionen släpptes efter att Musse Pigg som Ångbåtskalle haft premiär.
Filmen är en parodi på filmen The Gaucho med Douglas Fairbanks, Sr. från 1927.
Stumfilmsversionen hade svensk premiär 31 augusti 1931 på Stora Teatern i Stockholm.

## Rollista
- Walt Disney – Musse Pigg, Mimmi Pigg, Svarte Petter[5]